# 茅野駅

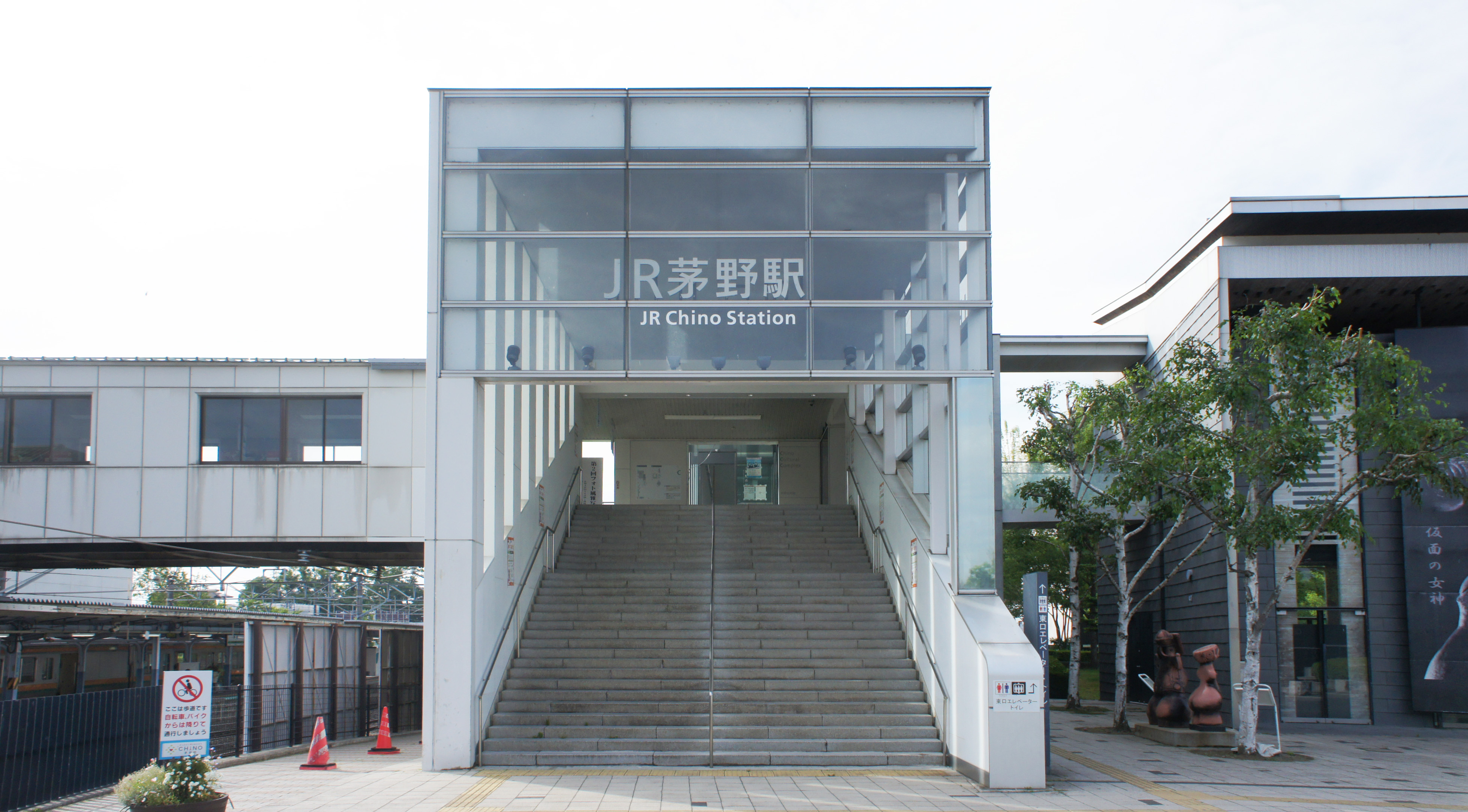
東口（2021年6月）

茅野駅（ちのえき）は、長野県茅野市塚原1丁目にある、東日本旅客鉄道（JR東日本）中央本線の駅である。

## 概要
標高790.3メートル、諏訪地域の東に位置する茅野市の中心駅である。市内の八ヶ岳、白樺湖、蓼科高原、車山高原など多くの観光地の玄関口で、諏訪大社上社前宮・本宮の最寄り駅でもある。諏訪地方で6年に1度行われる御柱祭のうち、上社の木落しが行われる「木落し坂」は当駅より約600メートル新宿方の中央本線に面している。駅長配置の直営駅で、管理駅として新宿方の隣駅青柳駅を管理していたが、信濃境駅 - すずらんの里駅間の各駅を管理していた富士見駅の委託化に伴い、同区間の管理が当駅に移管されている。
かつては年間を通じてすべての旅客列車が停車していた隣駅の上諏訪駅と異なり、当駅は急行や特急「あずさ」、貨物列車の一部が通過や季節停車となる時代が長かったが、観光需要の高まりを受け、現駅舎供用開始の1986年（昭和61年）3月以降はすべての旅客列車が停車している。また、甲府 - 上諏訪間電化の1964年（昭和39年）以降は飯田線の一部列車が岡谷経由で当駅まで乗り入れている。当駅 - 上諏訪間に設けられている普門寺信号場 - 岡谷駅間は、辰野支線を除く中央東線唯一の単線区間で、ダイヤ上のネックになっているが、複線化の計画はない。
国鉄時代は国鉄バス諏訪本線（茅野 - 岡谷）および高遠本線（伊那北 - 茅野）、国鉄トラック北山線（茅野 - 糸萱ほか）の接続駅で、このほか当駅の側線として戦時特例で敷設された花蒔（北山村大字芹ヶ沢字花蒔下、現・茅野市北山芹ヶ沢）までの貨物専用側線、日本鋼管鉱業諏訪鉱業所茅野駅専用側線（通称・諏訪鉄山鉄道）が1944年（昭和19年）末に設置され、終戦までの数か月間、褐鉄鉱輸送に供用された。

## 歴史
当駅の開設にあたっては、ともに甲州街道沿いにあり、上川を挟んだ南北の隣接区である段丘下の宮川村茅野区と、段丘上の永明村塚原区の間で1894年（明治27年）から、諏訪・上伊那郡の諸村を巻き込んだ激しい停車場誘致運動が繰り広げられた。当初は中央線が諏訪湖南岸ルートを採ることを期待した諏訪郡内各村の支持を取り付けた宮川村が有利であったが、北岸ルートに決したことで一気に永明村に支持が傾き、1901年（明治34年）12月に現在位置への設置が決まった。
停車場名については永明村議会が「永明」「塚原」の両案から1903年（明治36年）に「永明停車場」とするよう働きかけることを議決したものの、最終的に永明村塚原区よりも人口が上回っているとして誘致に敗れた側の宮川村茅野区の名が採用され、「茅野停車場」と命名された。
永明村は1948年（昭和23年）の町制施行にあたって、諏訪郡山浦地方の代表駅となった村内の当駅名を新たに自治体名に採ることにしたが、駅名の由来である茅野区自体は村外であることから漢字表記を避けて「ちの町」とし、全国初の平仮名自治体名となった。その後茅野区がある宮川村を含む1955年（昭和30年）の9か町村合併で誕生した新町において、同様に駅名を自治体名とすることになり、漢字表記の「茅野町」（1958年〈昭和33年〉に市制施行し、現・茅野市）となった。「ちの」の名はその後も旧ちの町域の大字として残っている。

### 年表
- 1905年（明治38年）11月25日：鉄道院中央本線 富士見駅 - 岡谷駅間開通と同時に開業[2]。旅客および貨物の取り扱いを開始[2]。
- 1943年（昭和18年）6月5日：鉄道省北山線 茅野 - 糸萱間・信濃松原 - 信濃湯川間が開業[9]（省営トラック路線、営業キロ16.0 km、のち1954年〈昭和29年〉に信濃湯川 - 蓼科間および信濃湯川 - 池の平間、1957年〈昭和32年〉に矢ヶ崎 - 泉野間が延伸開業。1983年〈昭和58年〉に全線廃止）。
- 1948年（昭和23年）1月20日：運輸省高遠本線 茅野 - 伊那北間が開業[9]（省営バス路線、営業キロ39.0 km）。
- 1949年（昭和24年）6月1日：日本国有鉄道に移管[10]。
- 1960年（昭和35年）9月1日：日本国有鉄道諏訪本線 茅野 - 諏訪神戸 - 上諏訪清水町が間開業（国鉄バス路線、営業キロ7.3 km、1983年〈昭和58年〉に茅野 - 白狐入口間が廃止）。
- 1970年（昭和45年）9月2日：複線区間を普門寺付近まで延伸し、普門寺信号場を新設。
- 1984年（昭和59年）1月15日：貨物の取り扱いを廃止[2]。
- 1986年（昭和61年）
  - 3月31日：駅舎を改築[11][注 4]。橋上駅化し、東口を開設。
  - 11月1日：荷物の扱いを廃止[2]。
- 1987年（昭和62年）4月1日：国鉄分割民営化により、JR東日本の駅となる[2][13]。
- 2000年（平成12年）4月初旬：上下ホームにエレベーターが1基ずつ設置され、供用を開始[14]。
- 2005年（平成17年）3月25日：自動改札機を導入。
- 2014年（平成26年）4月1日：ICカード「Suica」の利用が可能となる[15]。東京近郊区間に編入される[15]。
- 2022年（令和4年）
  - 9月30日：みどりの窓口の営業を終了[3]。
  - 10月1日：話せる指定席券売機を導入[3]。
- 2025年（令和7年）2月：駅番号にCO 56を設定[16]。

## 駅構造

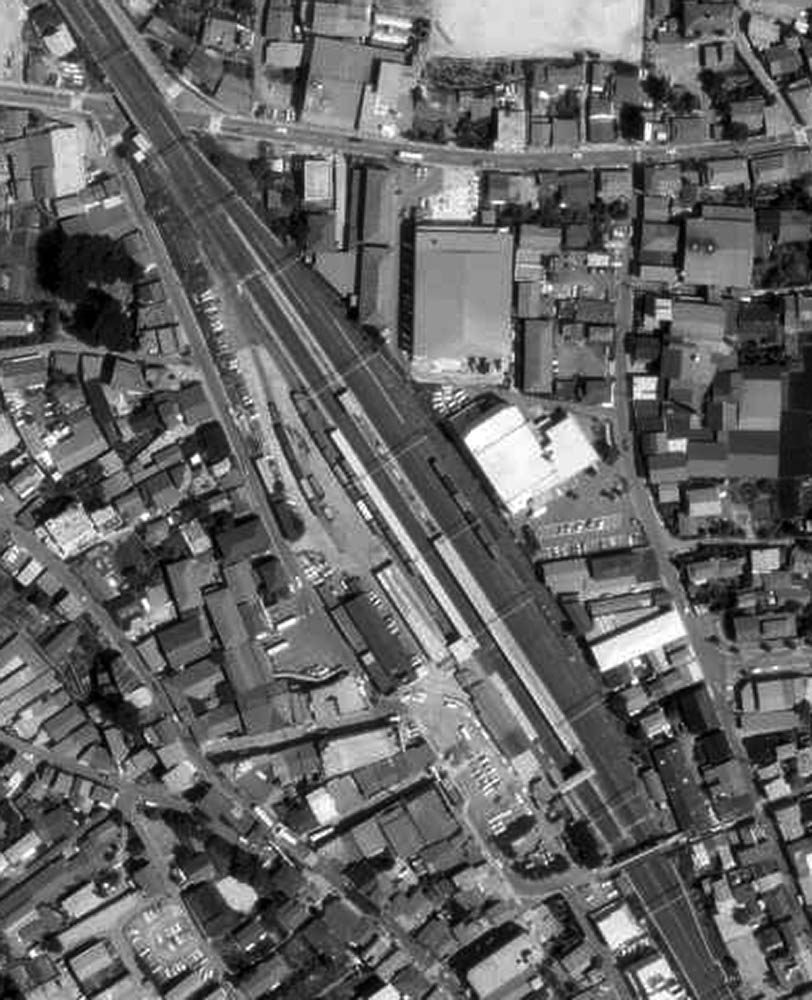
1977年（昭和52年）7月の茅野駅空中写真。駅前広場の北側には貨物上屋や倉庫を備えた貨物取扱所が広がり、下り1 - 3番線に荷役中の貨車が計約20両、構内東側の上り3番線（現茅野市民館用地）にも数両の留置貨車が見える。中央の白い施設と駐車場は諏訪鉱業所鉱石積込場跡地に1967年建設された茅野市民会館。その北に隣接する西友茅野店は1935年（昭和10年）に岡谷から移築された寒天倉庫の跡地で、その周辺や市民会館の南にはまだ数棟の寒天倉庫が残存していた。貨物取扱所の倉庫西側に茅野バスターミナルがあり、現在のベルビア用地北端と県道茅野停車場八子ケ峰公園線の起点部分に相当する。

駅舎に接して単式ホーム1面1線、その奥に島式ホーム1面2線、計2面3線を有する地上駅である。のりばは駅舎側より単式ホームに1番線（下り本線）、島式ホームに2番線（中線）、3番線（上り本線）がある。上り本線の東側に並行して側線が2線（上り1、2番線）あり、現在は使用されておらず架線は撤去されている。改札内の売店は2・3番線ホームにある。
西口にある2階建ての駅舎は、開駅以来の木造駅舎を増改築した旧駅舎を解体し、国鉄時代の1986年（昭和61年）3月に完成した橋上駅舎で、駅舎2階に自動券売機（指定席券売機・話せる指定席券売機を含む）、自動改札機（Suica利用可）、立ち食いそば屋、売店NewDays KIOSKなどが設置されている。駅舎と跨線橋には2000年（平成12年）にエレベーターが設置された。駅舎1階は茅野警察署茅野駅前交番があり、隣接して1990年代に営業していたびゅうプラザ跡が閉鎖された状態で残っている。
跨線橋とは別にコンコースが構内を跨っており、東口駅前広場に連絡している。新駅舎建設時に設けられた現在の跨線橋の新宿方に隣接して旧駅舎時代の構内跨線橋が倉庫として残存していたが、現跨線橋へのエレベーター設置工事を行った2000年（平成12年）に解体撤去された。2・3番ホーム上には1955年（昭和30年）ごろ、地元住民が八ヶ岳冷山（茅野市北山）から運び出した黒曜石が、1985年（昭和60年）に行われた長野鉄道管理局の「一駅一名物」運動で当駅の名物に選定され、現在も展示されている。かつては観光駅としてホーム上にシラカバも植えられていた。

### 貨物取扱所
戦前の当駅は当地で盛んな寒天生産の原料と製品の貨物取扱が国内で最も多く、既に大正時代には、駅前広場に面する下り本線名古屋方の西側に大型上屋付きの貨物ホーム1面、貨物側線3線（下り1 - 3番線）と貨物置場を持ち、構内を敷石で整備した規模の大きい貨物取扱所が開設されていた。
寒天業の隆盛は、主産地の静岡県伊豆地方から富士川の水運と甲州街道の荷馬車に依っていた原料海藻のテングサ輸送が、1905年（明治38年）の当駅開設後ただちに鉄道に全面転移したことが大きく、毎年6月から9月までの4か月間、伊豆地方のほか北海道や朝鮮半島、青島、南洋諸島、メキシコなどからのテングサ貨物が当駅に集中的に到着した。到着貨物におけるテングサの扱量は、大正末期の1924年（大正13年）の段階で4,811トンに達した。
さらに昭和初期から太平洋戦争開戦の1941年（昭和16年）にかけては、国際輸出商品として生産が急拡大し続け、テングサ扱量は1920年（大正9年）末には5,000トンを突破。当駅から横浜港を経て欧米向けに輸出される寒天製品の発送量も1941年（昭和16年）の太平洋戦争開戦までの間、年々増加の一途を辿った。貨物取扱量の急伸を受けて、1934年（昭和9年）には篠ノ井駅などと同時に貨車移動用の遷車台が設置された。
当駅は戦後も、茅野市北山浦地方全域に路線網を拡大して野菜や花卉類の農産物輸送を行った国鉄トラック北山線の接続駅となるなど、長く貨物駅としての役割を果たしていたが、1984年（昭和59年）の貨物営業廃止後まもなく貨物取扱所の施設は撤去され、1985年（昭和60年）着工の新駅舎建設に伴い、商業ビル「モンエイト」に隣接する公園と市営駐車場（現・茅野市営青空駐車場）の用地に転用された。
アスファルト舗装で整備された駐車場用地内の一部には、貨物取扱所時代のものや側線撤去時に跡を埋めたコンクリート舗装が残っており、当時の下り3番線の痕跡がみられる。また貨物取扱所の下り側線が本線に合流していた名古屋方（県道跨道橋北側築堤上）の下り本線脇には当時の転轍手詰所が2023年（令和5年）まで残存していた。

### 上り側線群
上り本線に並行する構内東側の側線群は非電化時代、現存する2線（上り1、2番線）の外側（東側）にさらに3線（上り3 - 5番線）が存在し、計5線あった。この上り側線群は、対欧米輸出で寒天取扱量が急伸した1930年代半ばに、上記の貨物取扱所で貨物の積み卸しを行うため当駅で貨物列車に解結される貨車の授受やその留置用として設けられたもので、日本鋼管諏訪鉱業所（北山村）の操業開始（1937年〈昭和12年〉）後は、上り5番線に沿って設けられた高さ2メートルほどのコンクリート擁壁上の広さ約2,000坪の用地（のち茅野市民会館用地、現・茅野市民館の一部）に鉱業所事務所と鉱石置場および積込場が設けられた。
この上り5番線に面した積込場では、当初は鉱業所のトラックが、1943年の鉄道省営トラック線（国鉄トラック北山線）開設後は省営、のち国鉄の4t積ガソリントラックが鉄鉱石を貨車に積み込んだ。省時代はトラック30台で編成した隊列が花蒔貯鉱場（北山線松原駅）から連日ピストン輸送で褐鉄鉱を輸送して擁壁上から下に停められた貨車に褐鉄鉱を直接積み込み、鉱業所専用側線供用開始前の1944年6月には、トラックによる鉱石輸送量としては当時国内最高となる月間17,000tを記録した場所となった。
諏訪鉱業開発諏訪鉱業所は1967年8月に閉山し、上り5番線に面した鉱業所用地を日本相互銀行に売却した。国鉄トラックからの鉱石積み込みと機廻し、授受線などとして用いられていた上り4、5番線は用途を失ったため、翌1968年から工事が本格化した上諏訪電化時には、上り4番線付近に架線柱を建植する形で、下り本線方の貨物取扱所に出入りする貨車の授受留置や繁忙期に運行された団臨など諏訪地方各駅発着臨時列車の留置滞泊に用いていた上り本線寄りの3線（上り1 - 3番線）のみが電化され、1965年の松本電化後は上諏訪や当駅に乗り入れを開始した飯田線電車の夜間滞泊にも用いられた。
1984年（昭和59年）の貨物営業廃止に伴い、上り3番線および上り5番線と、一部に軌道が残されていた旧上り4番線の残存設備はただちに撤去され、1985年（昭和60年）に新設された駅東口用地の一部および駐輪場へ転用されて駅構内が縮小したものの、残された上り1・2番線は団臨として諏訪地方に運行された12系客車「白樺」の留置場所になるなど、引き続き旅客列車の滞泊線として民営化後の1990年代まで使用された。
上り3 - 5番線の跡地が駐輪場に転用された後も、茅野市民会館およびその駐車場敷地の駐輪場側には鉱石積卸場のコンクリート擁壁が残っていたが、2004年（平成16年）から2005年（平成17年）にかけての茅野市民館建設工事で駐輪場とともに用地の一部に取り込まれ、痕跡を見いだすことは完全にできなくなった。現在の駅東口階段付近および市民館図書室棟周辺が旧構内に相当する。
こうした経緯から現存する本線寄りの上り1・2番線は、1944年に敷設された日本鋼管鉱業諏訪鉱業所の当駅専用側線（通称諏訪鉄山鉄道）はもとより、それ以前からのトラックによる諏訪鉱業所の鉱石貨物取扱とも直接関係はなかったが、2000年代に入ってJR東日本が当駅側線での列車の滞泊留置利用を取りやめたのち、その軌道の荒廃が目立ち始めた2010年代から、さびたレールやPC化されていない木製枕木といった見かけからの直感に基づいた「諏訪鉄山鉄道の遺構」とする根拠のない説がインターネット上に突如出現し、現在も企業ブログやバイラルメディアを中心に誤説が広められ続けている。

### のりば
| 番線 | 路線     | 方向               | 行先                   |
| ---- | -------- | ------------------ | ---------------------- |
| 1    | 中央本線 | 下り               | 上諏訪・岡谷・塩尻方面 |
| 2    | 中央本線 | （待避・始発列車） | （待避・始発列車）     |
| 3    | 中央本線 | 上り               | 甲府・八王子・新宿方面 |

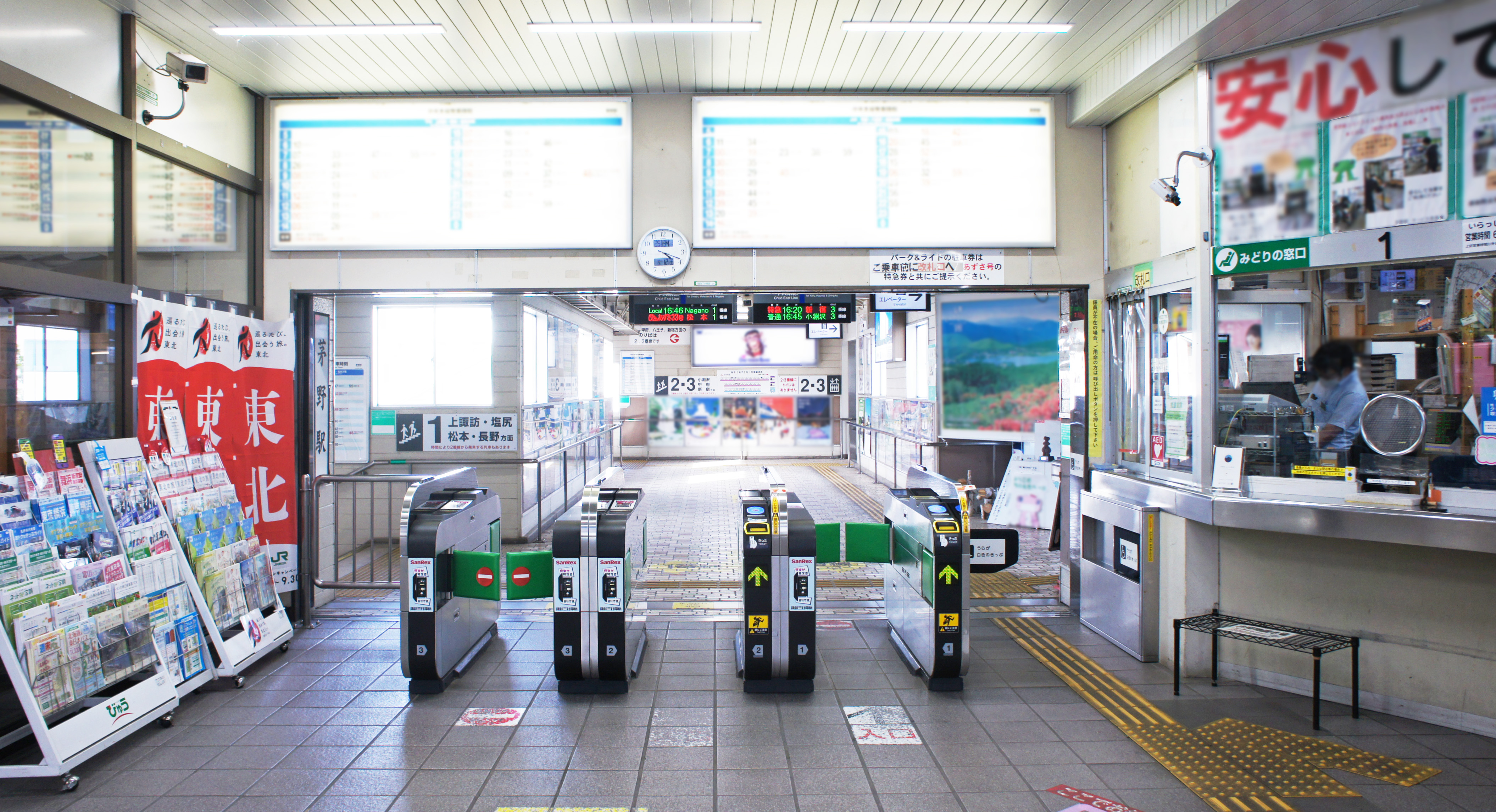
改札口（2021年6月）
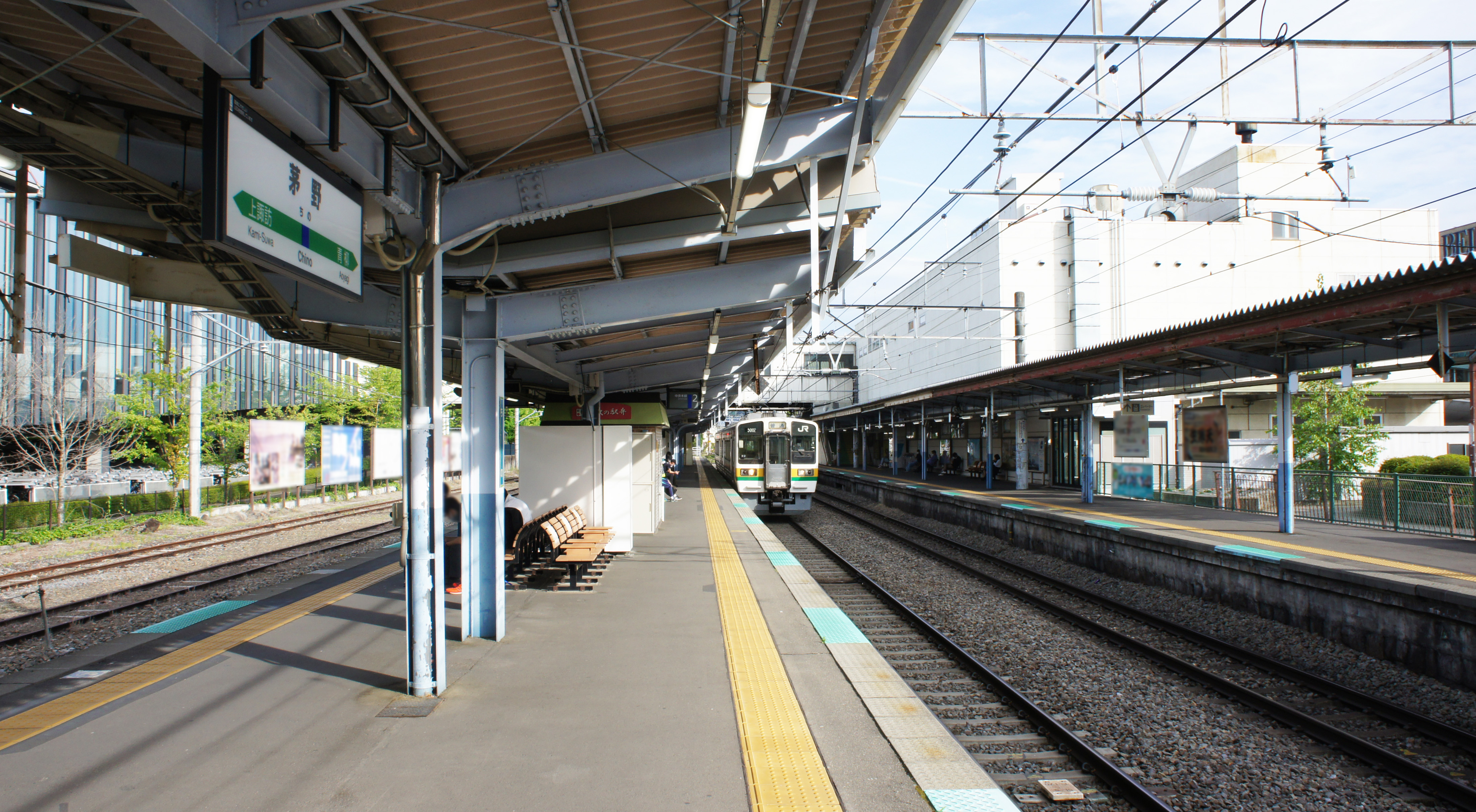
ホーム（2021年6月）
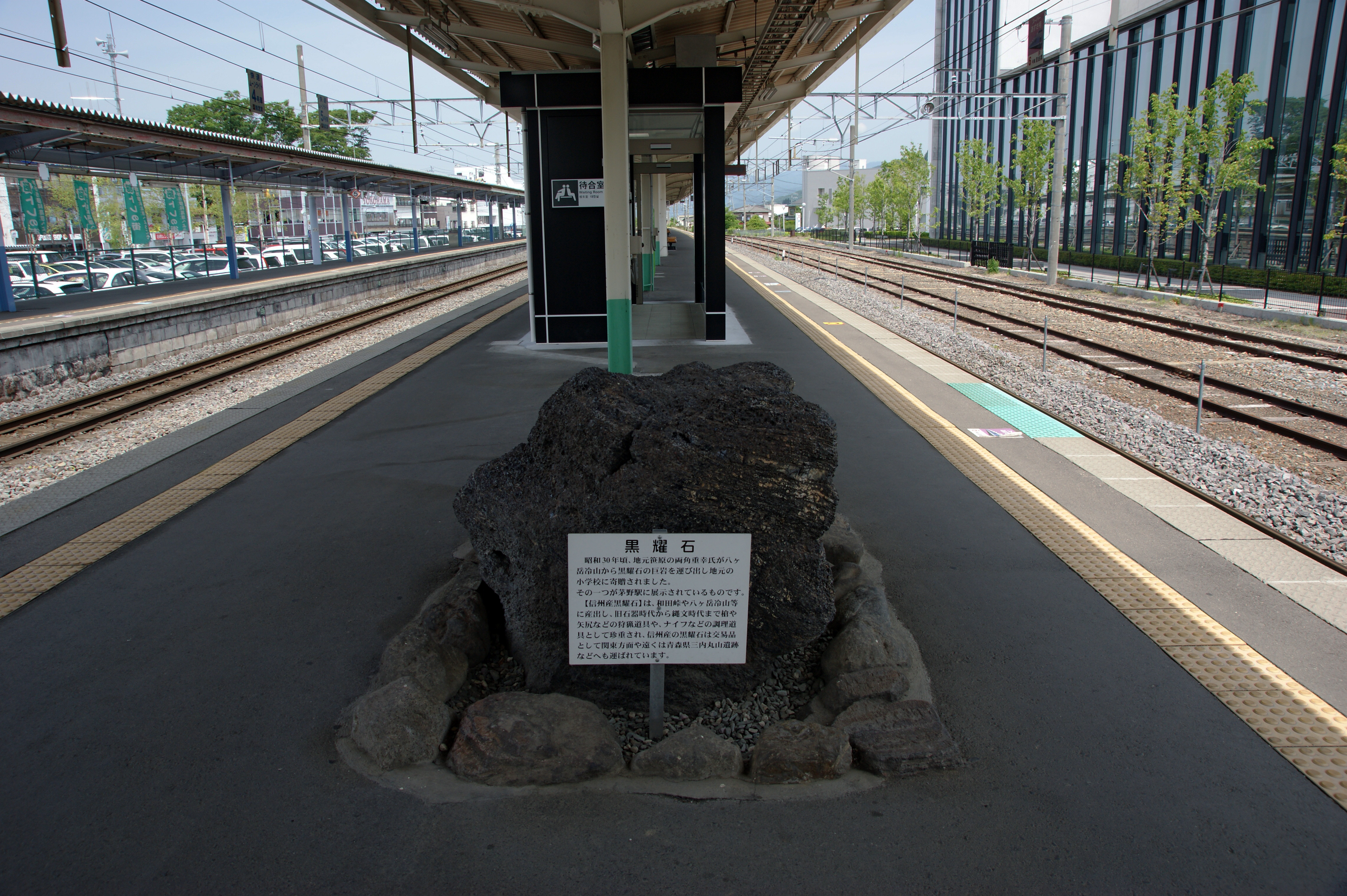
黒曜石（2008年6月）

## 駅弁
主な駅弁は下記の通り。小淵沢駅を本拠とする丸政が出店しており、下記以外の弁当（「元気甲斐」など）についても事前予約（10個以上）があれば対応している。
- そば屋の天むす（5ヶ入り）

## 利用状況
JR東日本によると、2023年度（令和5年度）の1日平均乗車人員は3,352人である。
2000年度（平成12年度）以降の推移は以下のとおりである。
| 1日平均乗車人員推移 | 1日平均乗車人員推移 | 1日平均乗車人員推移 | 1日平均乗車人員推移 | 1日平均乗車人員推移   |
| 年度                | 定期外              | 定期                | 合計                | 出典                  |
| ------------------- | ------------------- | ------------------- | ------------------- | --------------------- |
| 2000年（平成12年）  |                     |                     | 3,674               | [ 利用客数 2 ]        |
| 2001年（平成13年）  |                     |                     | 3,678               | [ 利用客数 3 ]        |
| 2002年（平成14年）  |                     |                     | 3,861               | [ 利用客数 4 ]        |
| 2003年（平成15年）  |                     |                     | 3,815               | [ 利用客数 5 ]        |
| 2004年（平成16年）  |                     |                     | 3,843               | [ 利用客数 6 ]        |
| 2005年（平成17年）  |                     |                     | 3,670               | [ 利用客数 7 ]        |
| 2006年（平成18年）  |                     |                     | 3,514               | [ 利用客数 8 ]        |
| 2007年（平成19年）  |                     |                     | 3,566               | [ 1 ] [ 利用客数 9 ]  |
| 2008年（平成20年）  |                     |                     | 3,563               | [ 利用客数 10 ]       |
| 2009年（平成21年）  |                     |                     | 3,441               | [ 1 ] [ 利用客数 11 ] |
| 2010年（平成22年）  |                     |                     | 3,429               | [ 利用客数 12 ]       |
| 2011年（平成23年）  |                     |                     | 3,372               | [ 利用客数 13 ]       |
| 2012年（平成24年）  | 1,370               | 2,167               | 3,537               | [ 利用客数 14 ]       |
| 2013年（平成25年）  | 1,379               | 2,225               | 3,604               | [ 利用客数 15 ]       |
| 2014年（平成26年）  | 1,400               | 2,157               | 3,558               | [ 利用客数 16 ]       |
| 2015年（平成27年）  | 1,450               | 2,264               | 3,715               | [ 利用客数 17 ]       |
| 2016年（平成28年）  | 1,530               | 2,260               | 3,791               | [ 利用客数 18 ]       |
| 2017年（平成29年）  | 1,469               | 2,283               | 3,753               | [ 利用客数 19 ]       |
| 2018年（平成30年）  | 1,506               | 2,271               | 3,778               | [ 利用客数 20 ]       |
| 2019年（令和元年）  | 1,446               | 2,222               | 3,668               | [ 利用客数 21 ]       |
| 2020年（令和02年）  | 649                 | 2,047               | 2,696               | [ 利用客数 22 ]       |
| 2021年（令和03年）  | 801                 | 1,996               | 2,798               | [ 利用客数 23 ]       |
| 2022年（令和04年）  | 1,180               | 1,994               | 3,175               | [ 利用客数 24 ]       |
| 2023年（令和05年）  | 1,401               | 1,950               | 3,352               | [ 利用客数 1 ]        |

## 駅周辺
コンコースを挟んだ駅舎北側にはステーションビルMIDORI運営の駅ビル「Mont-8（モンエイト）」があり、西口駅前広場を挟んだ西側には、同地にあった駅前商店街や民家を撤去して1987年（昭和62年）に開業した再開発商業施設「BELLVIA（ベルビア）」、東口には旧・茅野市民会館（1967年〈昭和42年〉完成）や寒天倉庫などを取り壊して2005年（平成17年）に完成した文化複合施設「茅野市民館」がある。
西口駅前広場には中央本線建設時に撤去された姥塚古墳の由来を伝える石碑（1966年〈昭和41年〉建立）や、近年の弥生通り再開発工事で出土した巨石が展示されている。再開発後の弥生通りに新設された「茅野駅前縄文公園」 には2体の国宝土偶（縄文のビーナスと仮面の女神）のレプリカがある。
明治の開駅時には一面の水田地帯だったが、駅舎が設けられた甲州街道側の駅西方はまもなく商店などが集積した。新宿方には関西本線の二代目木曽川橋梁または二代目揖斐・長良川橋梁（ともに1928年〈昭和3年〉供用開始）の工事用仮橋のものと推測されているラチス桁を転用した跨線人道橋（現存）が1931年（昭和6年）に完成し、大正末期から民家や飲食店が急速に建ち並んで新市街を形成した駅東側の塚原区旭町（現・仲町区）と駅前が直結された。
さらに1985年（昭和60年）の駅舎新築工事に伴い、観音通（市役所通り）の西端突き当たりにあった民家や商店、倉庫を立ち退かせて駅構内を横切る東西連絡通路と駅前広場が設けられ、当駅に初めて「東口」が誕生した。東口は2005年（平成17年）の茅野市民館建設に伴い茅野市が再度の大規模整備を行い、駅前広場にはかつての諏訪鉱業所鉱石積込場である茅野市民会館駐車場に置かれていた蒸気機関車C12 67が移された。

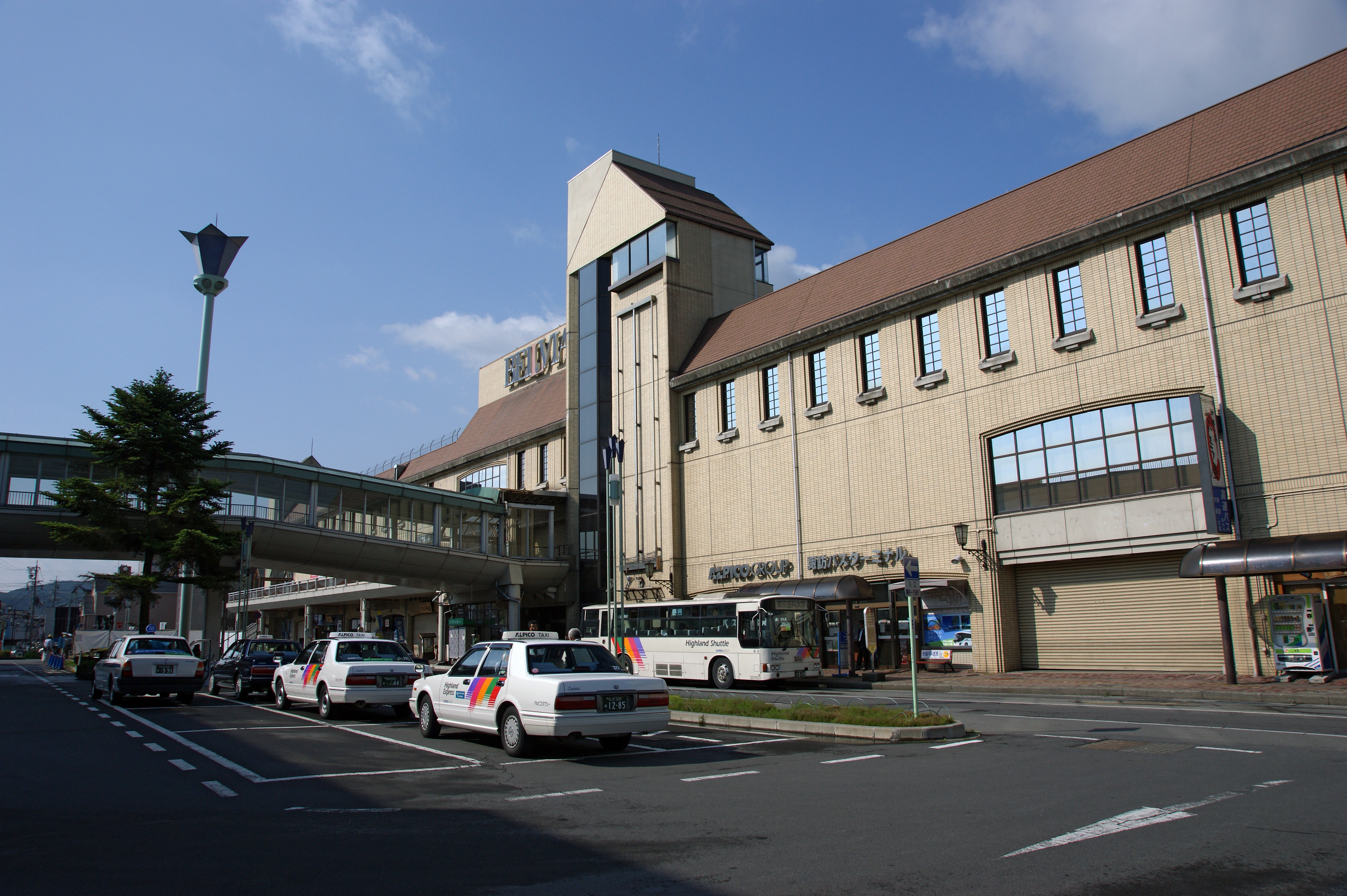
茅野駅西口にある再開発商業施設「ベルビア」。駅舎からのコンコースが接続する中央出入口がかつての駅前商店街入り口に相当する。中央出入口北側のエレベーターからバス待合所にかけて、再開発前は旅館「永明館」とスーパーマーケット「松電ストア」（旧諏訪自動車車庫）が立地した（2008年）
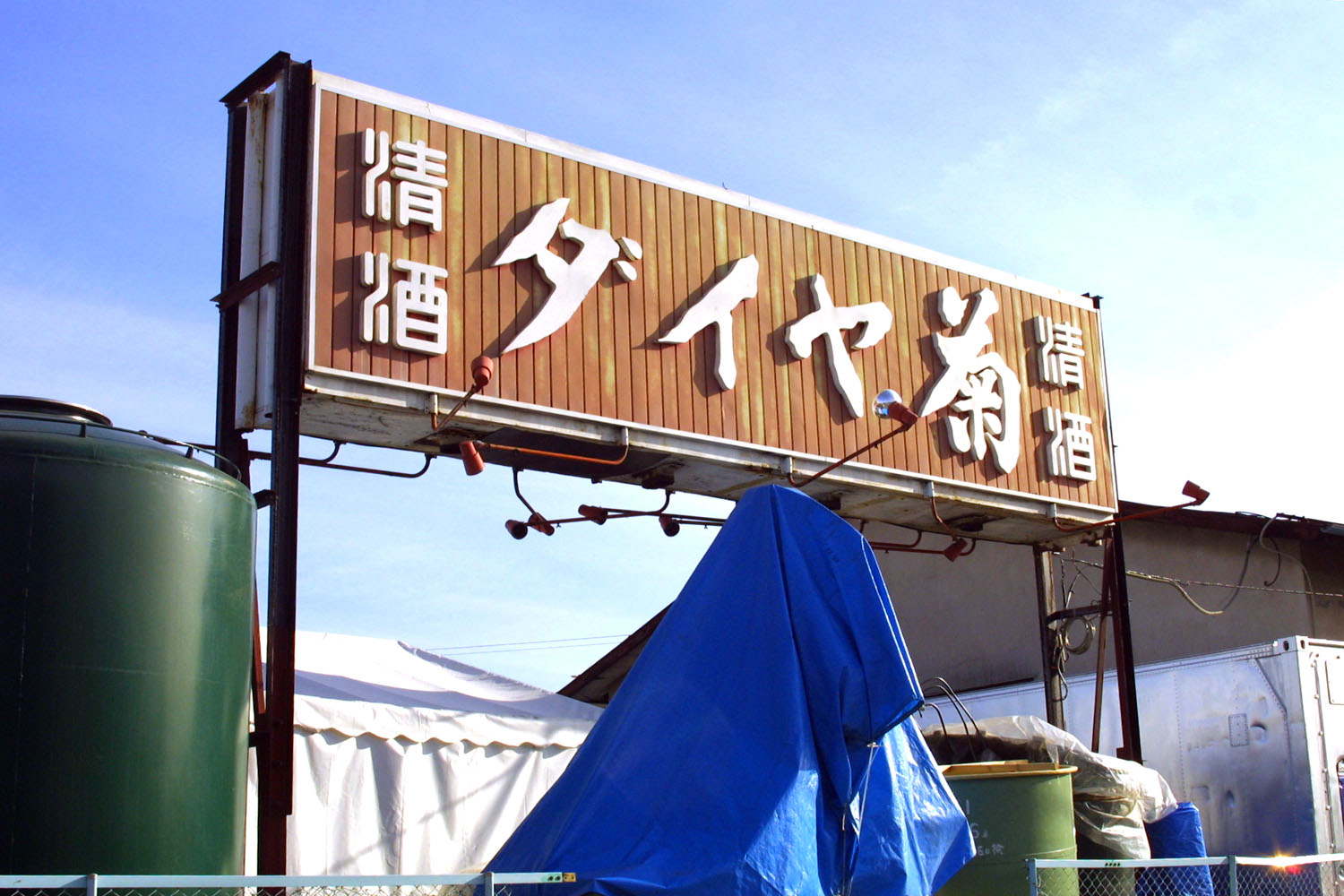
現在のベルビア中央出入口付近に相当する駅前通りの入り口に設置されていた「ダイヤ菊」看板。ベルビア建設に伴う撤去後ダイヤ菊酒造敷地内に移され、現存する（2005年）
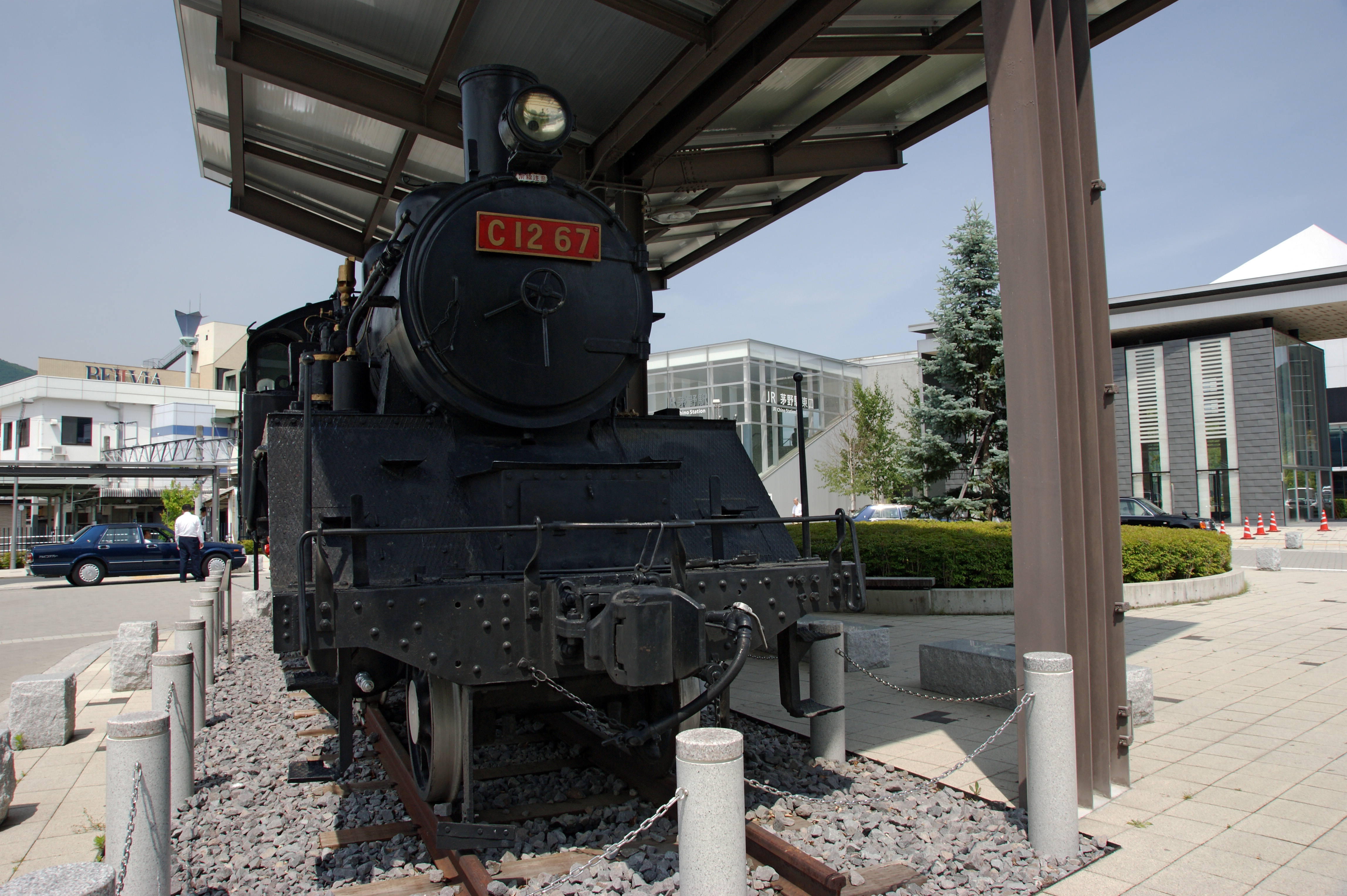
東口駅前広場の蒸気機関車C12 67（2008年）
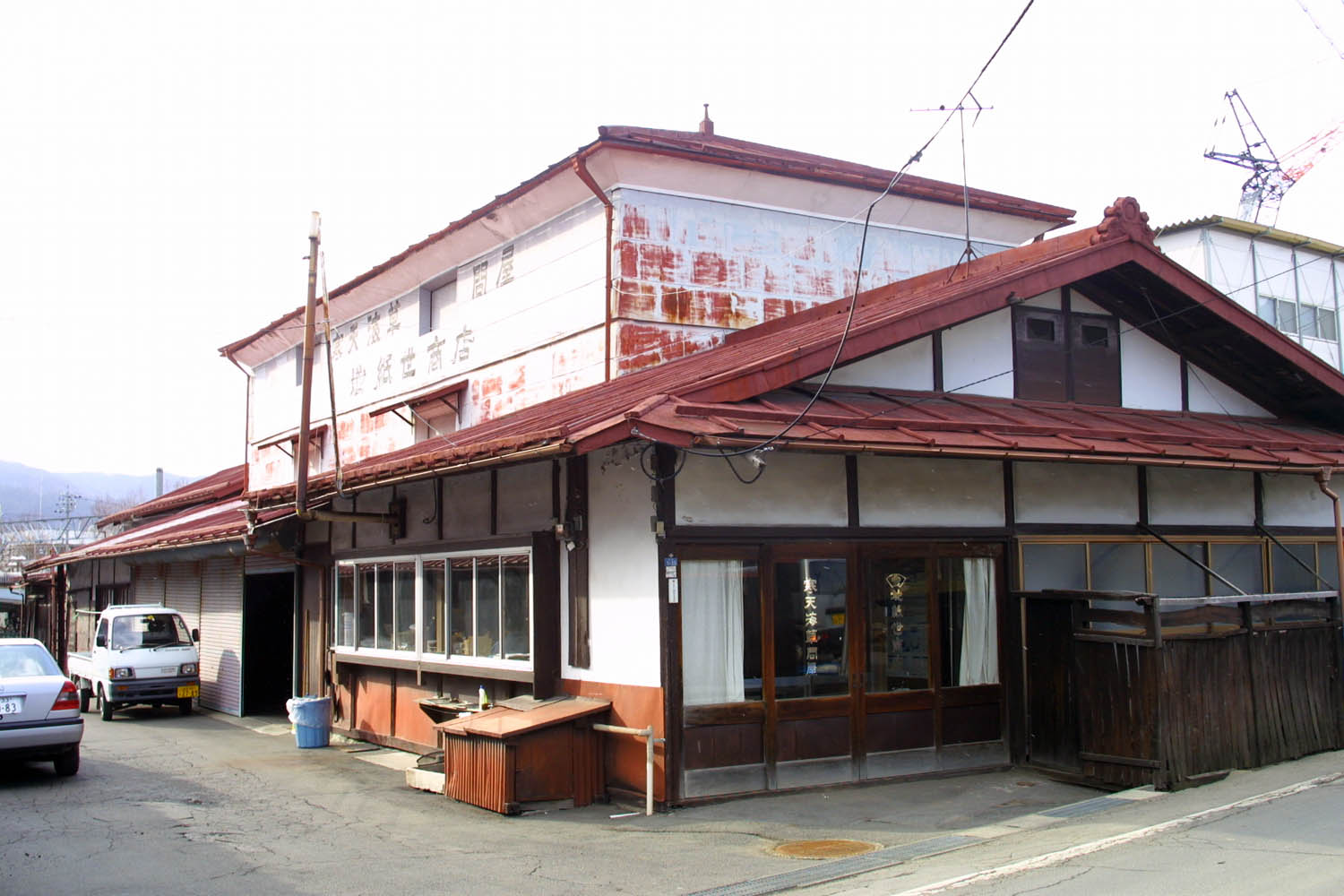
茅野駅からの対欧米輸出が急伸し盛況となった昭和戦前期の寒天業の歴史を伝えていた構内東側の寒天倉庫群の一つ。写真左端の奥に旧上り3 - 5番線跡に設けられた駐輪場の青色の屋根と構内の架線柱が見える（2004年）

### 寒天倉庫群
戦前の当駅は国内随一の寒天積出駅として全国的に知られており、国内外向けに出荷される寒天製品保管用の3 - 5階建ての寒天倉庫が駅構内の上り側線群に面して幾棟も並んで威容を誇り、戦中戦後にかけて半世紀あまりにわたる当駅の象徴であった。これらの倉庫は昭和初期の恐慌で岡谷方面などの製糸工場が廃業し金融機関に差し押さえられた繭倉を寒天問屋が購入し、当駅上り側線群の設置に合わせて1930年代に移築したものである。
国内生産の半分近くを占める当地の寒天生産は1920年代後半から太平洋戦争開戦までの間、化学工業用の需要が激増した欧米向け輸出が急伸して盛況を呈し、1927年（昭和2年）に611.25トンだった年間生産量は1934年（昭和7年）に1.5倍の930トン、1940年（昭和15年）には2倍の1,245トンに達する急成長を遂げていた。
1927年（昭和2年）の「長野県大霜害」に端を発する農村恐慌で、県内の地域経済は製糸業をはじめとする各分野で長く深刻な打撃を受ける中、寒天業は昭和戦前期における当地の一大主力産業となり、長野県寒天倉庫組合が管理するこれらの寒天倉庫を用いて長野県寒心天水産組合が市場の価格動向を見ながら製品を積み置き、高値の時に当駅から出荷して利益を上げていた。当駅では当時、寒天製品発送の月間貨物扱量実績を毎月新聞発表していた。
これらの寒天倉庫群は諏訪鉄山閉山（1962年）後に茅野市が日本相互銀行から用地を買い取って一時市の授産所を置いた諏訪鉱業開発旧諏訪鉱業所用地跡への茅野市民会館（1967年〈昭和42年〉開館）建設や、スーパーマーケット魚力茅野店（のち西友茅野店）の旧信厚館製糸場跡地への進出（1971年〈昭和46年〉）で数を減らし、最終的に茅野市民館建設工事と東口再整備に伴って残っていた3棟（寒天問屋地紙世商店）が2004年（平成16年）にすべて解体廃却されたため、当駅と地域経済の郷土史を伝える存在は行政の手で駅周辺から一掃される形となった。

### モンエイト・ベルビア
西口の茅野駅ビル「モンエイト」は、旧貨物ホーム用地を転用して1986年（昭和61年）に長野鉄道管理局の関連企業・長野ステーションビル株式会社がオープンした商業施設で、開業当初は1階でレストランやサーティワンアイスクリーム、2階でブティックやドムドムハンバーガーなどが営業していたがすべて撤退し、現在は居酒屋チェーン店や土産物店のほか、空きテナント部分が茅野市観光案内所や茅野商工会議所運営の「茅野・産業振興プラザ」などに転用されている。
駅舎およびモンエイトと向かい合って立地する「ベルビア」は、茅野商工会議所などが1980年（昭和55年）に「地元商店街と県外資本による大型施設で商業を活性化する」とうたって策定した当駅周辺4か所への「大型店配備計画」の掉尾として、駅前にバスターミナル・松電ストアを持っていた諏訪バスと駅前商店街が、新駅舎建設に伴う市の駅周辺再開発事業にあわせて岡島百貨店（甲府市）をキーテナントに招き1987年（昭和62年）にオープンしたものである。
しかし、「茅野岡島」は業績低迷に苦しみ、いったん増床した館内の百貨店売り場を縮小して直営のディスカウントストアを開設するなど迷走の末、テナント権利を茅野市に譲渡して2000年（平成12年）に撤退。館内は再開発前からの地元地権者らが残るだけとなり、岡島百貨店による後継の新規出店者探しも結局不発に終わった。当初「公共施設への転用は考えていない」としていた茅野市は対応に迫られ、子育て支援施設などの市施設を空きフロア対策として入居させたものの、ベルビア全体の利用はその後も長い低迷が続いている。
ベルビア内にあるアルピコ交通バスカウンターと待合所は旧駅舎時代、諏訪自動車（諏訪バス）が駅舎正面の商店街入口付近（旅館「永明館」北隣）のバス車庫跡に置いた「松電ストア」と、駅前の車庫を移して駅舎北西の商店街裏に開設していた「茅野バスターミナル」を継承したもので、2018年（平成30年）までは「諏訪バスターミナル」を名乗っていた。松電ストアと茅野バスターミナルは共にベルビア用地の一部となっており、現在のバスカウンターは元のバスターミナルの場所に近い。
駅舎に相対する現在のベルビア中央出入口付近にあったかつての駅前通り入口には、ダイヤ菊酒造（現・戸田酒造、茅野市ちの）による赤地に白文字の「清酒・ダイヤ菊」の大型アーチ看板が掲げられており、ベルビア建設に伴い撤去されたが、同社の敷地内に移されて現在も看板として使用されている。
「大型店配備計画」で誕生した商業施設4か所のうち2か所が2015年（平成27年）までに撤退消滅する中、茅野市は開業40年近くを経てなお低迷が続くベルビア救済のために、駅舎とモンエイト、ベルビアに挟まれた「西口広場」について、現駅舎建設以降通算3度目となる駅周辺への巨額投資を盛り込んだ大規模再開発事業の基本計画を策定している。素案では駅前の南北を遮断して規模の大きい「バス・タクシーベイ」および「一般車両ベイ」を新設するほか、モンエイトを解体して旧貨物取扱所跡地にかけて大規模マンションなどを建設することで、ベルビアなどを利用する駅周辺の地域人口を増やせるとうたっている。
- 蟹河原遺跡
- 茅野駅前茅野市役所ベルビア出張所[1]
- 茅野警察署駅前交番
- 茅野警察署
- 茅野市運動公園
- 茅野市図書館分室茅野市民館図書室
- 長野県茅野高等学校[1]
- ベルビア西口バス停（降車専用）
- 御柱祭上社木落し坂
- 茅野市立永明小学校
- 茅野市立永明中学校
- 茅野市立宮川小学校
- 国道20号
- 国道152号
- 長野県道192号茅野停車場八子ヶ峰公園線
- 八十二銀行茅野支店、茅野駅前支店
- 諏訪信用金庫茅野支店
- オギノ茅野ショッピングセンター
- 茅野市立長峰中学校
- 東海大学付属諏訪高等学校
- ツルヤ茅野店
- ドン・キホーテ茅野店

## バス路線
西口バスターミナルから発着する。特記無き路線は、アルピコ交通による運行である。
| のりば             | 運行事業者                                                                          | 系統・行先 | 備考 |
| ------------------ | ----------------------------------------------------------------------------------- | --- | --- |
| 1                  | アルピコ交通                                                                        | - 渋の湯線：渋の湯 - 理科大線：諏訪東京理科大学 - 岡谷線：岡谷駅 | 「岡谷線」は平日のみ運行。土日・祝祭日、お盆・年末年始は運休 |
| 2                  | アルピコ交通                                                                        | - 北八ヶ岳ロープウエイ線：北八ヶ岳ロープウエイ - 蓼科高原ラウンドバス：車山高原 - 麦草峠線：麦草峠 - メルヘン街道バス：横谷観音 | |
| 3                  | アルピコ交通                                                                        | 白樺湖線：上諏訪駅 | |
| 4                  | アルピコ交通                                                                        | 美濃戸口線：美濃戸口 | 土曜日・日曜日・祝日、7月27日から8月25日に運行 |
| 4                  | アルピコタクシー                                                                    | 中沢線：山田上 | |
| 4                  | 茅野バス観光                                                                        | 穴山・原村線：払沢車庫 | |
| 5                  | - アルピコ交通 - 中央高速バス - 京王バス - フジエクスプレス - 山梨交通 - JRバス関東 | 中央高速バス 諏訪線：バスタ新宿（新宿駅南口） | |
| 5                  | - アルピコ交通 - 阪急バス                                                           | アルペン諏訪号：USJ | |
| 5                  | アルピコ交通                                                                        | - 市街地循環バス：中央病院方面 - 御狩野線（通学支援便）：御狩野公民館 | |
| 6                  | 茅野バス観光                                                                        | - 丸山線：丸山上 / 東向ヶ丘入口 - 豊平・泉野線：豊平・泉野方面 | 「豊平・泉野線」はデマンドバス方式、利用登録制（茅野市民のみ利用可） |
| 6                  | アルピコタクシー                                                                    | 御狩野線：御狩野公民館 | |
| 6                  | 茅野市福祉バス 「ビーナちゃん」                                                     | - 柏原線：柏原区上 - 中道線：中道公民館 - 丸山線・東向ヶ丘線：望岳の湯 - 大日影経由考古館線・小泉経由考古館線：尖石縄文考古館 - 市街地西循環線：アクアランド茅野・宮川口・西山方面 - 白井出線・白井出・北大塩線：白井出 - 玉川循環線：中央病院 - 横谷峡・金山線：横谷峡入口 / 金山 | - 「柏原線」「中道線」「丸山線」は火曜のみ運行 - 「東向ヶ丘線」「大日影経由考古館線」「市街地西循環線」は水曜のみ運行 - 「白井出線」「玉川循環線」は木曜のみ運行 - 「横谷峡・金山線」「小泉経由考古館線」「白井出・北大塩線」は金曜のみ運行 |
| 7                  | （定期バス降車専用）                                                                | （定期バス降車専用） | （定期バス降車専用） |
| 8・9 （ビル南側）  | （標柱なし〈バスベイのみ〉）                                                        | （標柱なし〈バスベイのみ〉） | （標柱なし〈バスベイのみ〉） |
| 10 （ビル南側）    | （定期バス降車専用）                                                                | （定期バス降車専用） | （定期バス降車専用） |
| 駅舎側エレベータ前 | JRバス関東                                                                          | - 高遠線：高遠駅 - 南アルプスジオライナー：高遠駅・戸台パーク（仙流荘） | - 「高遠線」は毎年4月の特定日のみ運行 - 「南アルプスジオライナー」は7月 - 10月の特定日のみ運行 |

## 隣の駅
※特急「あずさ」の隣の停車駅は列車記事を参照。
東日本旅客鉄道（JR東日本）
 中央本線
青柳駅 (CO 55) - 茅野駅 (CO 56) - （普門寺信号場） - 上諏訪駅 (CO 57)

### 記事本文